# الرابطة البرلمانية 1952–53
الرابطة البرلمانية 1952–53 (بالإنجليزية: 1952–53 Isthmian League)‏ هو موسم من دوري إسثميان. فاز فيه Walthamstow Avenue F.C. ‏.